# Alberto Suppici
Alberto Horacio Suppici (20 de novembre de 1898 - 21 de juny de 1981) va ser un futbolista i entrenador uruguaià que va guanyar la primera Copa del Món de la FIFA, liderant la selecció de l'Uruguai al torneig de 1930 a casa seva. Suppici és conegut com a el Professor. El seu cosí era el pilot professional Héctor Suppici Sedes.

## Biografia
El 22 d'abril de 1917, Suppici va fundar el club de futbol Plaza Colonia a Colonia del Sacramento, la seva ciutat natal. El camp del club amb capacitat per a 12.000 persones ha estat nomenat Estadi Profesor Alberto Suppici en honor seu.
Com a director tècnic de l'Uruguai, Suppici va entrenar l'equip al Campionat Sud-americà de 1929, el precursor de la moderna Copa Amèrica, on varen quedar tercers.
A la Copa del Món de la FIFA inaugural a l'Uruguai, el seu país natal, Suppici va deixar caure de la selecció el porter Andrés Mazali, que havia guanyat una medalla d'or a la final olímpica de 1928, després que l'atrapessin trencant el toc de queda i no arribant a l'hotel de l'equip. temps a Montevideo abans del torneig. Suppici va liderar l'equip a la victòria a la final davant l'Argentina a l'Estadio Centenario de Montevideo, ideant una remuntada a la segona part de 2 a 1 per guanyar 4-2 davant de 93.000 persones. L'equip tècnic de Suppici al torneig incloïa Pedro Arispe, Ernesto Figoli, Luis Greco i Pedro Olivieri. És l'entrenador més jove que ha guanyat una Copa del Món, amb només 31 anys.

## Palmarès

### Entrenador
Peñarol
- Primera Divisió Uruguaiana: 1945

### Internacional
Uruguai
- Copa del Món de la FIFA: 1930
- Subcampió de la Copa Amèrica: 1941; tercer lloc: 1929, 1937